# Hebraica Veritas
Hebraica Veritas (“verità ebraica”) è un’espressione usata per riferirsi alla volontà di attenersi al testo ebraico, al fine di discernerne il senso autentico. Il primo ad avvalersene è stato Girolamo, il quale voleva rendere chiaro il suo obiettivo di proporre una nuova versione della Bibbia, traducendola dal testo originale ebraico in latino. Il suo fine era quello di trovare il significato migliore, cercando di chiarire i passaggi poco chiari che, secondo lui, presentavano le versioni greche e latine. Si può quindi notare come l’Hebraica Veritas abbia portato al sorgere di un nuovo procedere esegetico, che si pone l’obiettivo di svelare la verità più profonda veicolata attraverso la lingua dell’autore, confrontandola poi con altre fonti. 

## Il lavoro di Girolamo
Girolamo iniziò il suo progetto di traduzione dell’Antico Testamento, basato sull’Hebraica Veritas, verso il 390, dopo essersi trasferito a Betlemme  . Il fatto di trovarsi in questo luogo gli permise di usufruire della biblioteca teologica di Cesarea Marittima, dove aveva lavorato anche Origene agli Exapla.
La prima volta che Girolamo fa uso dell’espressione Hebraica Veritas è in “In ecclesiasten” (8,13) , due anni dopo essere arrivato a Betlemme. Tuttavia possiamo notare come lui fosse convinto dell’importanza del testo ebraico già tempi prima, nel periodo romano 382-385, come ci dimostrano le epistole che scrisse in quegli anni. 
Nelle sue opere Girolamo usa questa espressione 89 volte, ma fa appello anche ad altre formule come hebraicum, hebraice dicitur, hebraica lingua dicitur, in hebraico, che corrispondono allo stesso principio.
Per quanto riguarda le competenze linguistiche, Gerolamo racconta che un ebreo gli aveva insegnato l’ebraico nel deserto di Calcide e aveva imparato l’aramaico da un caldeo ad Antiochia. Inoltre afferma che a Roma aveva preso in prestito dei volumi ebraici dalla sinagoga locale, per poi studiarli assieme a un insegnante ebraico.  Girolamo era quindi convinto che la sua traduzione riportasse fedelmente la verità del testo ebraico e quando qualcuno dubitava di ciò, egli lo invitava a interrogare direttamente gli ebrei stessi sull’accuratezza del testo; Girolamo li considerava quindi come il mezzo per un possibile confronto tra i vari testi. 
La questione sulle conoscenze linguistiche effettive di Girolamo è ancora aperta. Da un’analisi complessa dell’opera si può capire che la sua conoscenza dell’ebraico non era così impeccabile come voleva far credere , si ricorda l’errore di traduzione del passo dell’Esodo. Tuttavia la sua preparazione rimane la migliore tra i latini suoi contemporanei, egli era in ogni caso in grado di leggere e capire l’ebraico, anche grazie all’opportunità che aveva di accedere alla letteratura rabbinica. Inoltre si sa che Girolamo chiese anche aiuto a sapienti ebrei, portando avanti lo stile di consultazione che era già stato avviato da Origene.
Per di più l’interesse filologico lo porta ad essere consapevole delle insidie in cui può incorrere un traduttore e anche dei meccanismi retrostanti, alla facilità con cui certi errori possono diffondersi nel testo. A prova di questo siamo anche a conoscenza del fatto che aveva fatto delle autocorrezioni e che riteneva futile la difesa a spada tratta dell’errore. Nonostante queste accortezze, subì pure critiche da certi che lo accusavano di aver usato solo testi ebraici veicolati da autori greci. 

## Hebraica Veritas e Graeca Veritas
L’intento iniziale di Girolamo era quello di correggere la Settanta, confrontandola con le altre versioni greche della Bibbia e l’originale ebraica, successivamente però si rese conto che c’erano troppi errori per correggerla solamente e nessuna di quelle versioni era abbastanza conforme a quella ebraica da poterne costituire la base per il suo lavoro. Fu per questo motivo che decise di tradurla ex novo. 
La decisione di Girolamo di produrre una nuova traduzione della Bibbia andò a discapito di quella dei Settanta. Riguardo a questa versione Girolamo dice che, nonostante questa traduzione greca sia ritenuta la versione autentica dalla Chiesa, in essa erano state aggiunte e omesse determinate parti , che ne avevano alterato di conseguenza il significato autentico. 
Ad ogni modo la convinzione che il testo più antico debba avere la priorità non porta Girolamo ad abbandonare a priori la versione greca, infatti egli fa uso di altre fonti per estrapolare il vero valore della versione ebraica. Prende in considerazione tutte le 4 versioni greche della Bibbia, ossia quella dei Settanta, Simmaco, Aquila e Teodozione, facendo quindi riferimento alla cosiddetta "Graeca Veritas" . Inoltre Girolamo riteneva che la versione originale della Settanta non esistesse più, poichè col tempo la sua veridicità era stata corrotta dalle varie copie prodotte successivamente che erano circolate nelle varie regioni; questa fu un’altra motivazione che lo convinse a compiere quest’opera di traduzione.   
Per quanto riguarda il metodo di lavoro, Girolamo prediligeva la traduzione ad sensum, come possiamo appurare dai suoi testi profani, però affermava che per la traduzione dei testi sacri è meglio operare secondo il principio ad verbum, ossia traducendo in modo letterale. Perciò il suo obbiettivo è quello di riprodurre il significato letterale dell’Antico Testamento e non quello spirituale, che invece viene reso nella Septuaginta. Egli afferma che la traduzione deve avere un carattere laico al fine di non intaccare con le proprie credenze il significato autentico del testo. A tal proposito introduce la distinzione tra vates, scrittore ispirato da Dio, e interpres, cioè traduttore.  Lui si dichiara come rappresentante di quest’ultima concezione, contrapponendo quindi il suo metodo alla leggenda della traduzione come ispirazione dello spirito divino della Settanta. 
Nonostante queste sue convinzioni, egli finì comunque per avvicinarsi molte volte al significato spirituale. Infatti spesso si nota come preferisca tradurre ad sensum e faccia fatica a rispettare il metodo che si era imposto inizialmente. Pur essendo consapevole del fatto che nei libri sacri anche l’ordine delle parole racchiude un mistero, cerca di non perdere la comprensione del testo a causa della pignoleria verbum e verbo. Anche per queste motivazioni di carattere metodologico, Girolamo non denigrava la LXX, il ricorso al testo greco dimostra come la accettasse come veicolo per chiarire il significato ebraico, sebbene non si attenesse alla traduzione letterale.

## Tesi a favore dell'Hebraica Veritas
Possiamo appurare come Girolamo abbia cercato di dimostrare la superiorità del testo ebraico in qualità di testo di partenza della traduzione, affidandosi a tre autorità e conducendo la sua analisi sia a livello filologico che teologico. Per l’approccio filologico cerca di confrontare la differenza testuale tra il testo ebraico e le varie traduzioni portando l’attenzione sul senso letterale. Mentre quando segue l’approccio teologico rileva le differenze prestando attenzione al senso spirituale, andando quindi oltre quello letterale. 
Dall’altro lato le autorità a cui fa appello a favore dell’Hebraica Veritas sono: gli apostoli, Cristo e gli ebrei. 
In prima istanza egli notò che certi passi della Bibbia, citati negli scritti degli evangelisti e di Paolo, si trovavano solo nel testo ebraico e non nella Settanta. Ciò dimostra che la versione ebraica dell’Antico Testamento aveva profetizzato in maniera più precisa la rivelazione che verrà attestata nel Nuovo Testamento e che gli Apostoli stessi avevano preso come riferimento il testo ebraico. Inoltre è rilevante sottolineare che Girolamo considerava più affidabili gli Apostoli perché avevano vissuto l’avvento di Cristo, quindi per loro era un fatto storico, non una mera profezia come per i Settanta, che avevano vissuto prima di Cristo. 
Egli considera Gesù Cristo anche come autorità più importante per la sua tesi dell’Hebraica Veritas. Girolamo nota infatti che le citazioni dell’Antico Testamento nelle parole di Gesù sono concordi con il testo ebraico ma non con quello dei Settanta. Questa è una delle prove più importanti della superiorità della Hebraica Veritas. 

## Evoluzione dell'Hebraica Veritas
Per quanto riguarda i predecessori di Girolamo si osserva come sicuramente in ambito giudaico c’era una predilezione per il testo ebraico, però non si rigettavano del tutto le versioni greche. In ambito cristiano la Septuaginta aveva molto successo, pur non negando la validità del testo ebraico; in particolare si considerava precettivo il canone ebraico dei libri sacri. 
L’Hebraica Veritas non era accettata dai contemporanei di Girolamo perché ritenevano che l’unica versione giusta della Bibbia fosse quella dei Settanta, creata grazie alla presenza dello Spirito Santo. 
A tal proposito Girolamo fu accusato di sacrilegium perché la sua versione differiva dalla lettura tradizionale e divinamente ispirata della Bibbia. Il suo ricorso all’Hebraica Veritas e lo sguardo critico verso la Settanta e le Veteres Latinae lo portarono a subire accuse di deviare dalla tradizione cristiana. Venne anche accusato da alcuni tradizionalisti di aver interpretato male l’ebraico, anche dopo aver chiesto consulto a dei rabbini. 
Gli sforzi di Girolamo fecero in modo che le versioni ebraiche venissero reputate tanto importanti e autorevoli quanto quelle greche, fu il primo a dare tale rilevanza all’Hebraica Veritas nell’Antico Testamento, senza però mai disprezzare la tradizione manoscritta greca. Anche Agostino, al termine dello scontro epistolare con Girolamo, riconobbe la versione ebraica al pari di quella greca, considerando entrambe ispirate dal divino; lo dichiarò nella sua opera “De civitate Dei”.
Non tutti cambiarono idea in nome dell’Hebraica Veritas, venne infatti rifiutata da intellettuali come Rufino  ed Epifanio che riconoscevano la Septuaginta come l’unica vera e legittima, in quanto era stata ispirata dal divino.
Durante il periodo della riforma la Vulgata godette di grande stima tra gli intellettuali, per esempio Erasmo da Rotterdam espresse un giudizio favorevole al lavoro di Girolamo. 
L’Hebraica Veritas portò un cambiamento importante in ambito cattolico. All’epoca di Girolamo il canone cattolico in uso era quello della Settanta, ma la sua scelta di appellarsi all’Hebraica Veritas comportò l’adozione del canone ebraico. Questo processo venne portato a compimento quando l’8 aprile 1546 il Concilio di Trento decretò la Vulgata di Girolamo come l’unica versione latina giuridicamente autentica, scegliendo di conseguenza il suo canone. Tutto ciò portò all’affermazione dell’autonomia della chiesa latina rispetto a quella greca, poiché avevano come riferimento due testi sacri differenti.  